# Grézieu-le-Marché
Grézieu-le-Marché (Grézio-lo-Marchié en francoprovençal des Monts du Lyonnais) est une commune française située dans le département du Rhône, en région Auvergne-Rhône-Alpes.

## Géographie

### Localisation
Située dans la partie occidentale des monts du Lyonnais, la commune est limitrophe du département de la Loire à l'ouest. La plus grande partie de son territoire de 1 149 ha est occupée par des terres agricoles ou des bois.
Le territoire de la commune est limitrophe de ceux de six communes :
|                                                         | Meys              | Aveize |
| Viricelles, Maringes (Loire) Chazelles-sur-Lyon (Loire) | Grézieu-le-Marché |        |
|                                                         |                   | Pomeys |

### Géologie et relief
La commune est classée en zone de sismicité 2, correspondant à une sismicité faible.

### Hydrographie
La commune est arrosée principalement par la  Brévenne au nord-ouest, et ses affluents :
- le ruisseau des Vignes, long de 1,9 km[3] ;
- le ruisseau de Goutte Renard, long de 2,6 km[4] ;

et au sud-est par la Gimond, longue de 12,5 km, affluent de la Coise.

### Climat
Pour des articles plus généraux, voir Climat d'Auvergne-Rhône-Alpes et Climat du Rhône.
En 2010, le climat de la commune est de type climat des marges montargnardes, selon une étude du Centre national de la recherche scientifique s'appuyant sur une série de données couvrant la période 1971-2000. En 2020, Météo-France publie une typologie des climats de la France métropolitaine dans laquelle la commune est exposée à un climat de montagne ou de marges de montagne et est dans la région climatique  Nord-est du Massif Central, caractérisée par une pluviométrie annuelle de 800 à 1 200 mm, bien répartie dans l’année. 
Pour la période 1971-2000, la température annuelle moyenne est de 9,8 °C, avec une amplitude thermique annuelle de 16,4 °C. Le cumul annuel moyen de précipitations est de 855 mm, avec 9,6 jours de précipitations en janvier et 7 jours en juillet. Pour la période 1991-2020, la température moyenne annuelle observée sur la station météorologique de Météo-France la plus proche, « Chazelles-Lyon », sur la commune de Chazelles-sur-Lyon à 3 km à vol d'oiseau, est de 10,6 °C et le cumul annuel moyen de précipitations est de 764,0 mm,. Pour l'avenir, les paramètres climatiques de la commune estimés pour 2050 selon différents scénarios d'émission de gaz à effet de serre sont consultables sur un site dédié publié par Météo-France en novembre 2022.

## Urbanisme

### Typologie
Au 1er janvier 2024, Grézieu-le-Marché est catégorisée commune rurale à habitat dispersé, selon la nouvelle grille communale de densité à sept niveaux définie par l'Insee en 2022.
Elle appartient à l'unité urbaine de Chazelles-sur-Lyon, une agglomération inter-départementale regroupant deux  communes, dont elle est une commune de la banlieue,,. La commune est en outre hors attraction des villes,.

### Occupation des sols
L'occupation des sols de la commune, telle qu'elle ressort de la base de données européenne d’occupation biophysique des sols Corine Land Cover (CLC), est marquée par l'importance des territoires agricoles (91,2 % en 2018), une proportion sensiblement équivalente à celle de 1990 (91,5 %). La répartition détaillée en 2018 est la suivante : 
prairies (58,2 %), zones agricoles hétérogènes (33 %), forêts (5,9 %), zones urbanisées (2,9 %). L'évolution de l’occupation des sols de la commune et de ses infrastructures peut être observée sur les différentes représentations cartographiques du territoire : la carte de Cassini (XVIIIe siècle), la carte d'état-major (1820-1866) et les cartes ou photos aériennes de l'IGN pour la période actuelle (1950 à aujourd'hui).

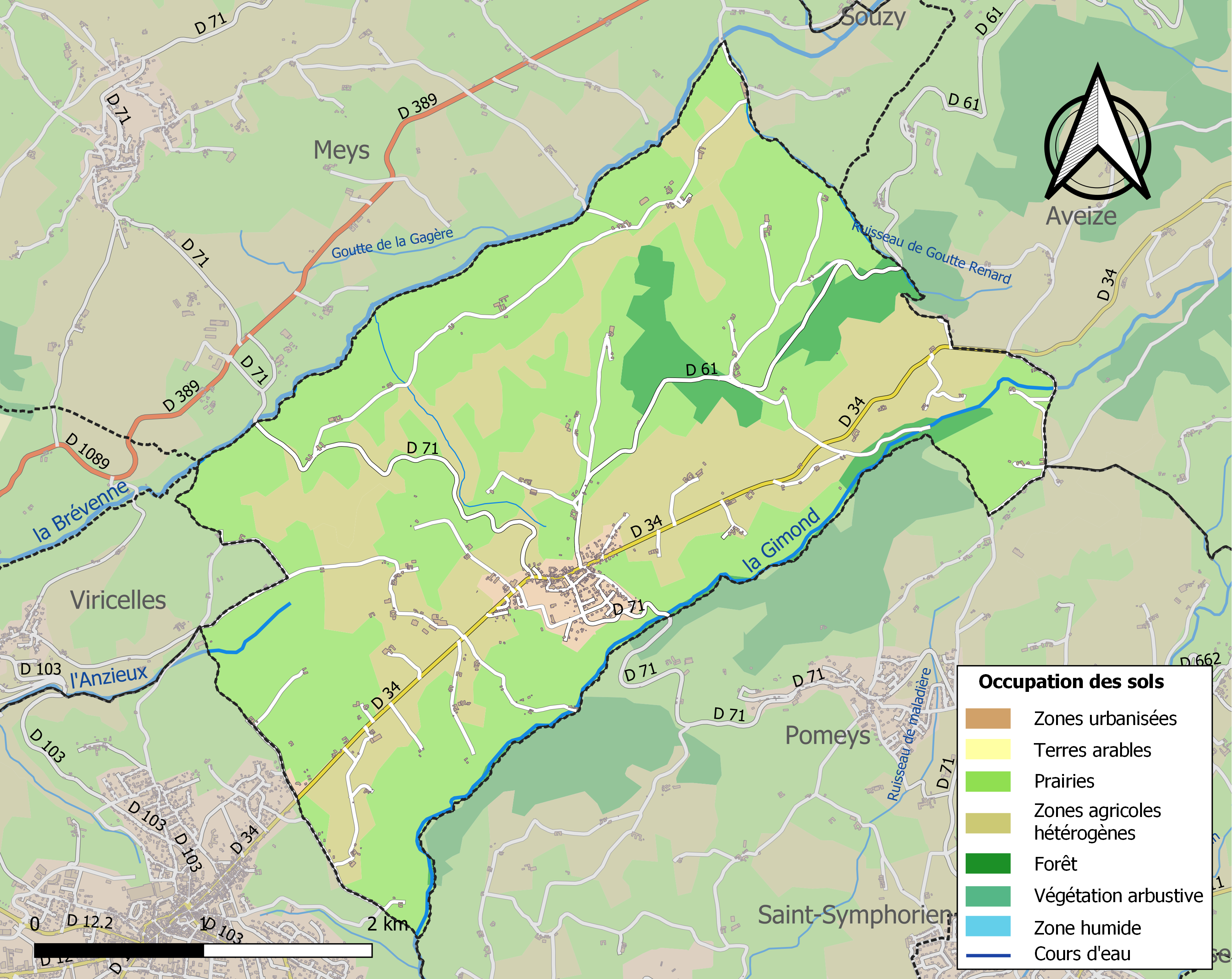
Carte des infrastructures et de l'occupation des sols de la commune en 2018 (CLC).

### Logement
En 2013, le nombre total de logements dans la commune était de 349.
Parmi ces logements, 86 % étaient des résidences principales, 7,2 % des résidences secondaires et 6,9 % des logements vacants.
La part des ménages propriétaires de leur résidence principale s’élevait à 80,3 %.

## Toponymie
Le Marché donne lieu à plusieurs interprétations. La plus sérieuse voudrait que ce soit là une déformation de La Marche ; Grézieu devenant, après le traité de 1173 qui suivit la bataille d'Yzeron (1157 ou 1158), la démarcation aux marches du Lyonnais entre les domaines des seigneurs comtes du Forez et des archevêques-comtes de Lyon.
D'un autre côté, le nom de « Marché », ajouté à celui de Grézieu, tend à montrer que le village pourrait être, dès l'Antiquité, un lieu d'échange et de commerce. Ceci s'explique par sa position sur les limites du Forez et du Lyonnais, en bordure d'une route fréquentée, position qui la désignait naturellement pour servir aux transactions commerciales entre les deux provinces. Toutefois, aucune trace d'occupation n'est attestée pendant la période gallo-romaine, tant au niveau archéologique que bibliographique.
Ses habitants sont appelés les Grézollaires.

## Histoire

### De l’Antiquité au Moyen Âge
Selon une tradition, Grézieu-le-Marché aurait été ravagé par une peste terrible à laquelle n'auraient survécu que quelques personnes. À la suite de cet évènement, le marché aurait été transporté à Saint-Symphorien-sur-Coise.
En 945, Raingond, sa femme et son fils Ablon, Arthaud et Berne donnent au monastère de Savigny les villages de Grézieu-le-Marché et Souzy ainsi que tout ce qu'ils possèdent depuis la Loire jusqu'à la Saône.
En avril 974, Robert et sa sœur Adèle donnent à Dieu, pour le repos de leurs âmes et de celles de leurs parents, afin qu'en retour, il leur pardonne leurs péchés et leur fasse miséricorde, l'église édifiée en l'honneur de saint Pierre, avec la paroisse et le presbytère dans le village d'Aveize, situé en pays lyonnais, dans la terre de Grézieu-le-Marché.
En juin 1087, Ernengarde Bona donne au même monastère de Savigny, pour la sépulture de son corps et la rédemption de son âme et de celle de ses parents, l'église en l'honneur de saint Véran situé dans le village de Grézieu-le-Marché, ainsi que la moitié du village et la moitié du marché.
Il y avait donc un marché à Grézieu-le-Marché avant le XIe siècle.
En 1173, Grézieu-le-Marché est compris parmi les terres et les fiefs dont le haut domaine est cédé par Guy, comte de Forez, à Guichard, archevêque de Lyon, et à son Église.
Cette terre reste longtemps le patrimoine d'une des branches de la famille de Saint-Symphorien qui en doit hommage au chapitre de Lyon.
En 1363, Pierre Mitte, seigneur de Chevrières, bailli du Forez, en fait l'acquisition. La famille Mitte est alors l'une des plus anciennes et des plus puissantes de la région.
Le 14 janvier 1394, Jean II Mitte, seigneur de Mons, de Chevrières et de Grézieu-le-Marché, rend hommage à l'archevêque de Lyon pour la grande tour de Grézieu.

### Du Moyen Âge à la Révolution
En 1465, les Mitte viennent habiter le château de Grézieu-le-Marché, à la suite du saccage du château et du village de Chevrières par les soldats de Jean II, duc de Bourbon.
Le 18 mars 1454, Louis Mitte de Chevrières fait hommage de sa terre de Grézieu-le-Marché au chapitre de Lyon (hommage renouvelé par Jean Mitte de Miolane, le 14 février 1539).
En 1496, Jean III Mitte reçoit, au château de Grézieu-le-Marché le roi Charles VIII et sa cour.
Vers le milieu du XVIIIe siècle, la seigneurie est achetée par Jean Gagnères, lieutenant général des Armées du roi Louis XIV. Marié à Anne Duchol, de Longes, il fait ériger sa terre en baronnie (lettre du 3 novembre 1650), puis en comté (décembre 1656) sous le titre de Grézieu Souvigny.
À sa mort en 1673, il est inhumé dans l'église paroissiale. Son fils y reçoit aussi la sépulture, le 3 mai 1736.
Par suite d'alliances, la succession est recueillie par la famille Lamoignon de Baville, puis par la famille Devernay.
Avant la Révolution, Grézieu-Souvigny était bourg, paroisse et château dans le Lyonnais, de l'archiprêtré de Courzieu, de l'élection et de la sénéchaussée de Lyon.
La justice dépendait des fiefs du Villet (vassal de la commanderie de Chazelles sur Lyon) et du Fourchet (qui dépendait du monastère des chanoinesses de l'Argentière).
Les limites de la paroisse étaient alors les mêmes que celles d'aujourd'hui.

### Époque contemporaine
En 1874, la route reliant Marcenod à Haute-Rivoire passe par Grézieu-le-Marché.
En 1873, on construit le bâtiment actuel des religieuses.
En 1885, la commune abandonne « le Sentier des Sœurs » pour construire la route existante. Elle cède ce passage à condition que les sœurs y construisent des classes, ce qui fut réalisé à l'époque.
En 1892, construction de la mairie.
En 1908 et en 1912, on construit successivement l'école publique et l'école publique des filles.
Le gros tilleul situé sur la place de l'église évoque « le Temps de Sully ».

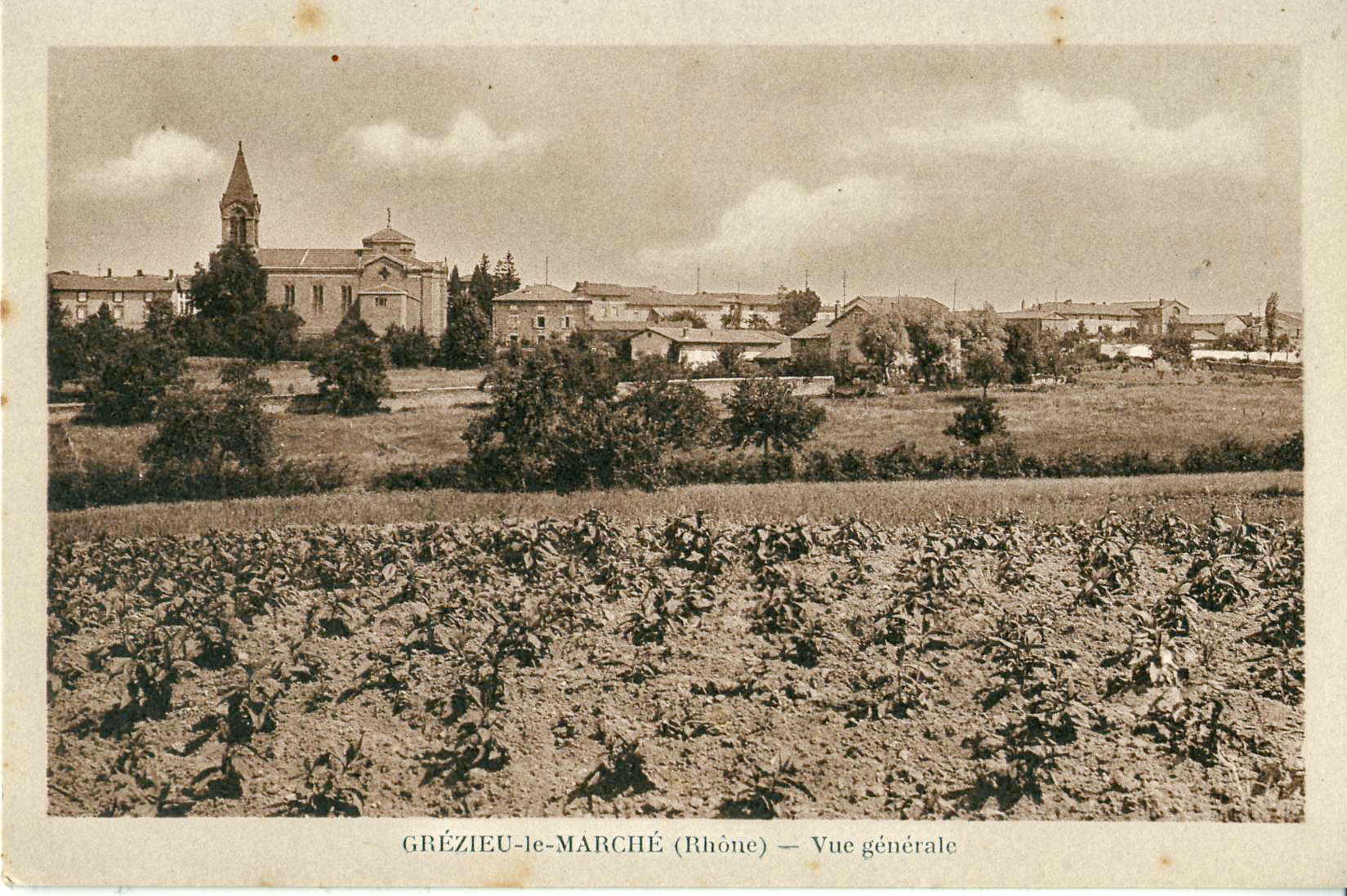
Vue générale, dans les années 1930.
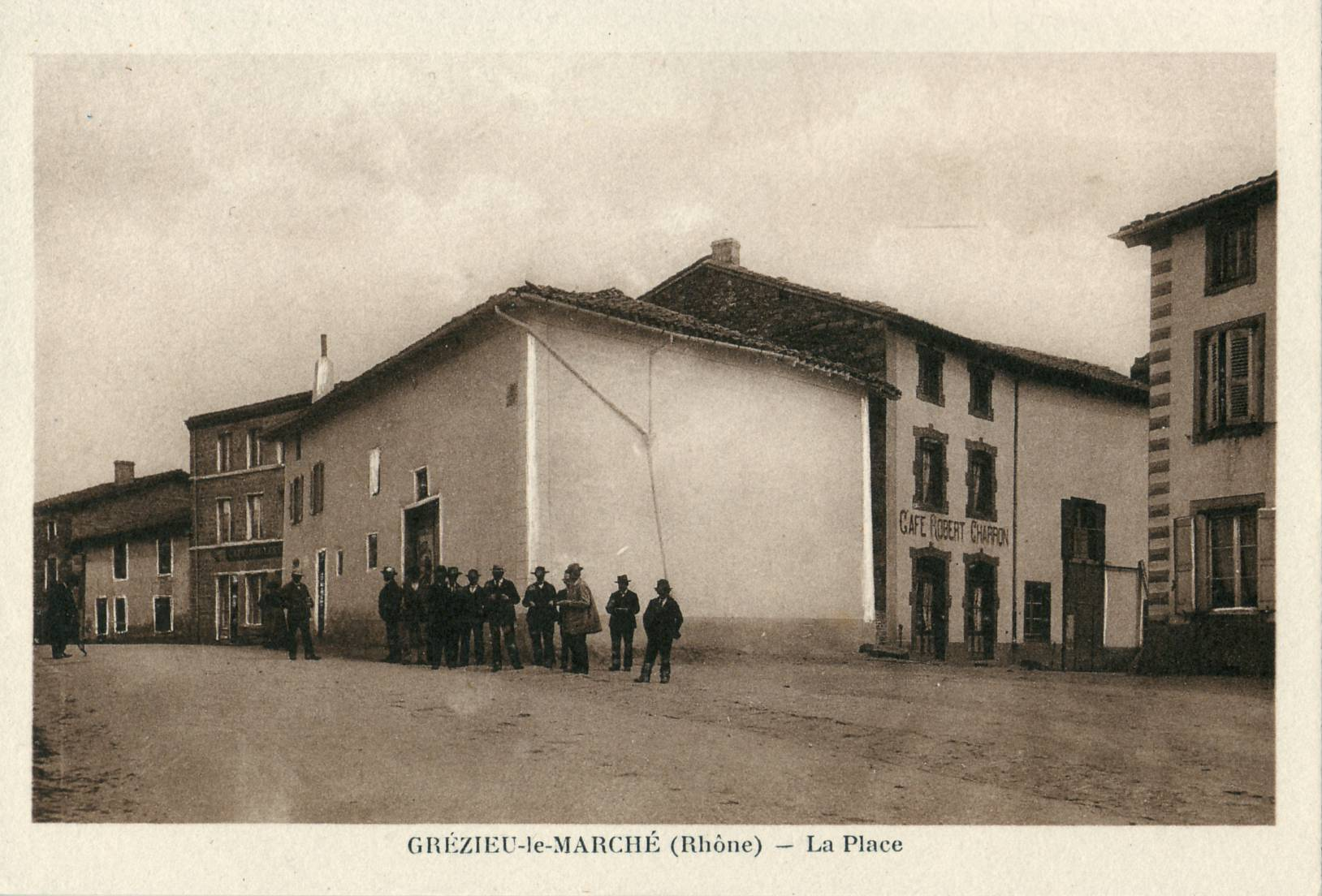
La place, à la même époque...
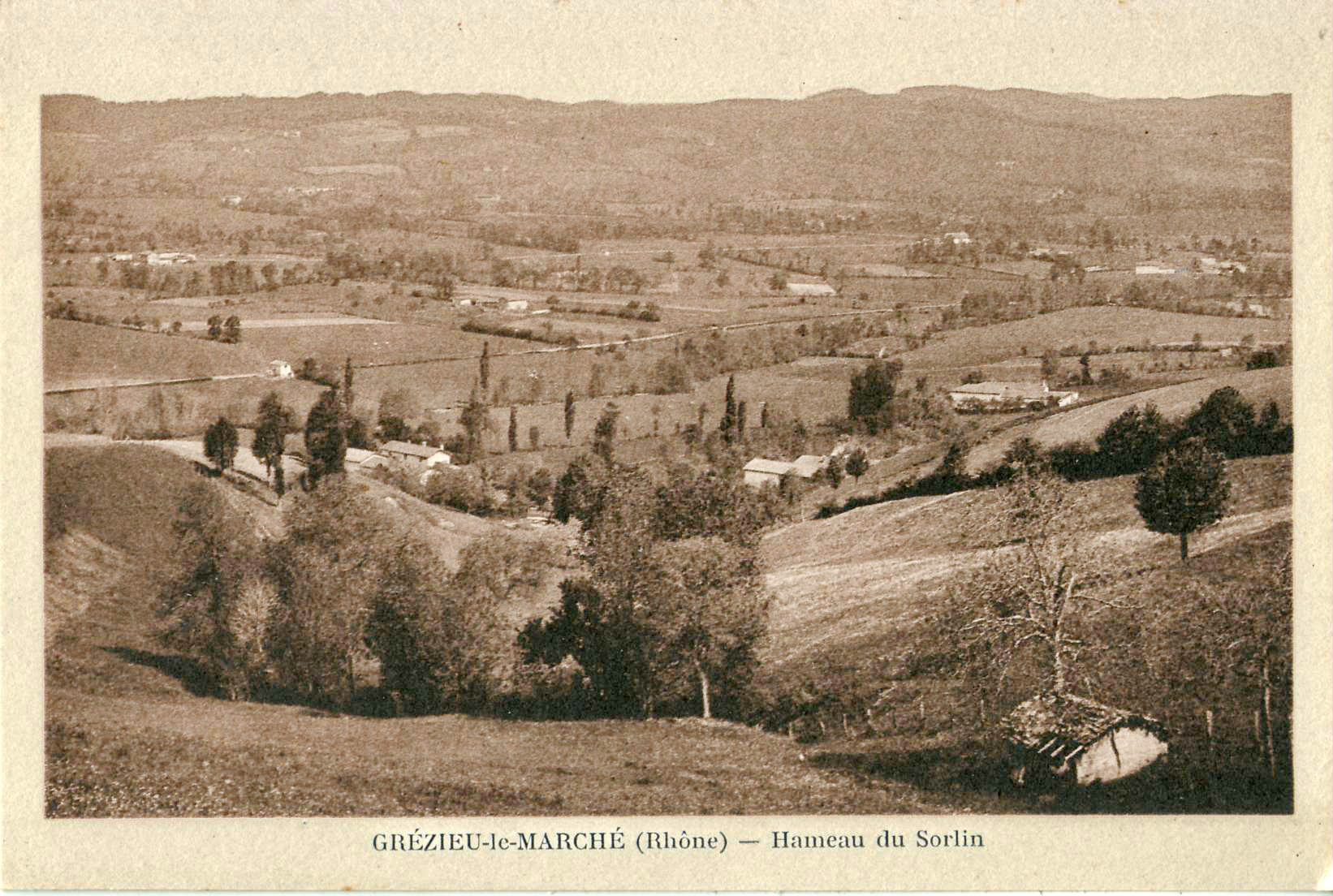
...ainsi que le hameau du Sorlin.

## Politique et administration

### Intercommunalité
La commune fait partie de la communauté de communes des monts du Lyonnais.

### Élections municipales et communautaires

#### Liste des maires
| Période                                  | Période  | Identité      | Étiquette | Qualité |
| ---------------------------------------- | -------- | ------------- | --------- | ------- |
| 2001                                     | 2008     | Roger Bonnier | ps        |         |
| mars 2008                                | en cours | Marcel Berne  | ump       |         |
| Les données manquantes sont à compléter. |          |               |           |         |

## Population et société

### Démographie
L'évolution du nombre d'habitants est connue à travers les recensements de la population effectués dans la commune depuis 1793. Pour les communes de moins de 10 000 habitants, une enquête de recensement portant sur toute la population est réalisée tous les cinq ans, les populations de référence des années intermédiaires étant quant à elles estimées par interpolation ou extrapolation. Pour la commune, le premier recensement exhaustif entrant dans le cadre du nouveau dispositif a été réalisé en 2008.

En 2022, la commune comptait 831 habitants, en évolution de +2,72 % par rapport à 2016 (Rhône : +3,93 %, France hors Mayotte : +2,11 %).
| 1793 | 1800 | 1806 | 1821 | 1831 | 1836 | 1841 | 1846 | 1851 |
| ---- | ---- | ---- | ---- | ---- | ---- | ---- | ---- | ---- |
| 476  | 566  | 558  | 673  | 745  | 811  | 758  | 906  | 903  |

| 1856 | 1861 | 1866 | 1872 | 1876 | 1881 | 1886 | 1891 | 1896 |
| ---- | ---- | ---- | ---- | ---- | ---- | ---- | ---- | ---- |
| 872  | 863  | 876  | 858  | 882  | 906  | 928  | 920  | 867  |

| 1901 | 1906 | 1911 | 1921 | 1926 | 1931 | 1936 | 1946 | 1954 |
| ---- | ---- | ---- | ---- | ---- | ---- | ---- | ---- | ---- |
| 806  | 775  | 721  | 677  | 682  | 695  | 684  | 688  | 681  |

| 1962 | 1968 | 1975 | 1982 | 1990 | 1999 | 2006 | 2008 | 2013 |
| ---- | ---- | ---- | ---- | ---- | ---- | ---- | ---- | ---- |
| 644  | 609  | 573  | 648  | 728  | 742  | 747  | 749  | 770  |

| 2018 | 2022 | - | - | - | - | - | - | - |
| ---- | ---- | - | - | - | - | - | - | - |
| 821  | 831  | - | - | - | - | - | - | - |

## Économie

### Revenus de la population et fiscalité
Le nombre de ménages fiscaux en 2013 était de 304 et la  médiane du revenu disponible par unité de consommation  de 20 007 €.

### Emploi
En 2014, le nombre total d’emploi dans la zone était de 167 occupant 389 actifs résidants (salariés et non-salariés) .
Le taux d’activité de la population âgée de 15 à 64 ans s'élevait à  79,6% contre un taux de chômage de 3,5%.

### Entreprises et commerces
En 2015, le nombre d’établissements actifs était de soixante-six dont dix-sept dans l’agriculture-sylviculture-pêche, quatre  dans l'industrie, neuf dans la construction, trente-quatre dans le commerce-transports-services divers et deux étaient relatifs au secteur administratif.
Cette même année, six entreprises ont été créées  dont cinq par des Auto-entrepreneurs.

## Culture et patrimoine

### Lieux et monuments
- L'église Saint-Barthélemy

- La croix du Gaboudin : cette croix située au centre du village date de 1830.
- La croix de la Place date de 1660.
- L'ancien bourg et le château

Il n'en reste que peu de traces aujourd'hui (portes, enceintes). Au début du XIXe siècle, le château attenant à l'église offrait encore plusieurs tours ruinées. On lui connait plusieurs époques de construction. Parmi les faits importants, nous savons qu'il a accueilli Charles VIII en 1496, accueilli par Jean III Mitte de Chevrières, aïeul de Melchior Mitte de Chevrières qui le revendit au cours du XVIIe. De nombreux seigneurs s'y succédèrent. Depuis 2007, une partie de l'ancien château est en cours de rénovation pour faire des appartements.
- La Madone construite juste après la Seconde Guerre mondiale, à la suite d'un vœu fait par les prisonniers. Une messe y est célébrée tous les ans pour le 15 août.
- Le lavoir-abreuvoir et le barrage de la GimondLe lac du barrage de la Gimond dans toute sa longueur.

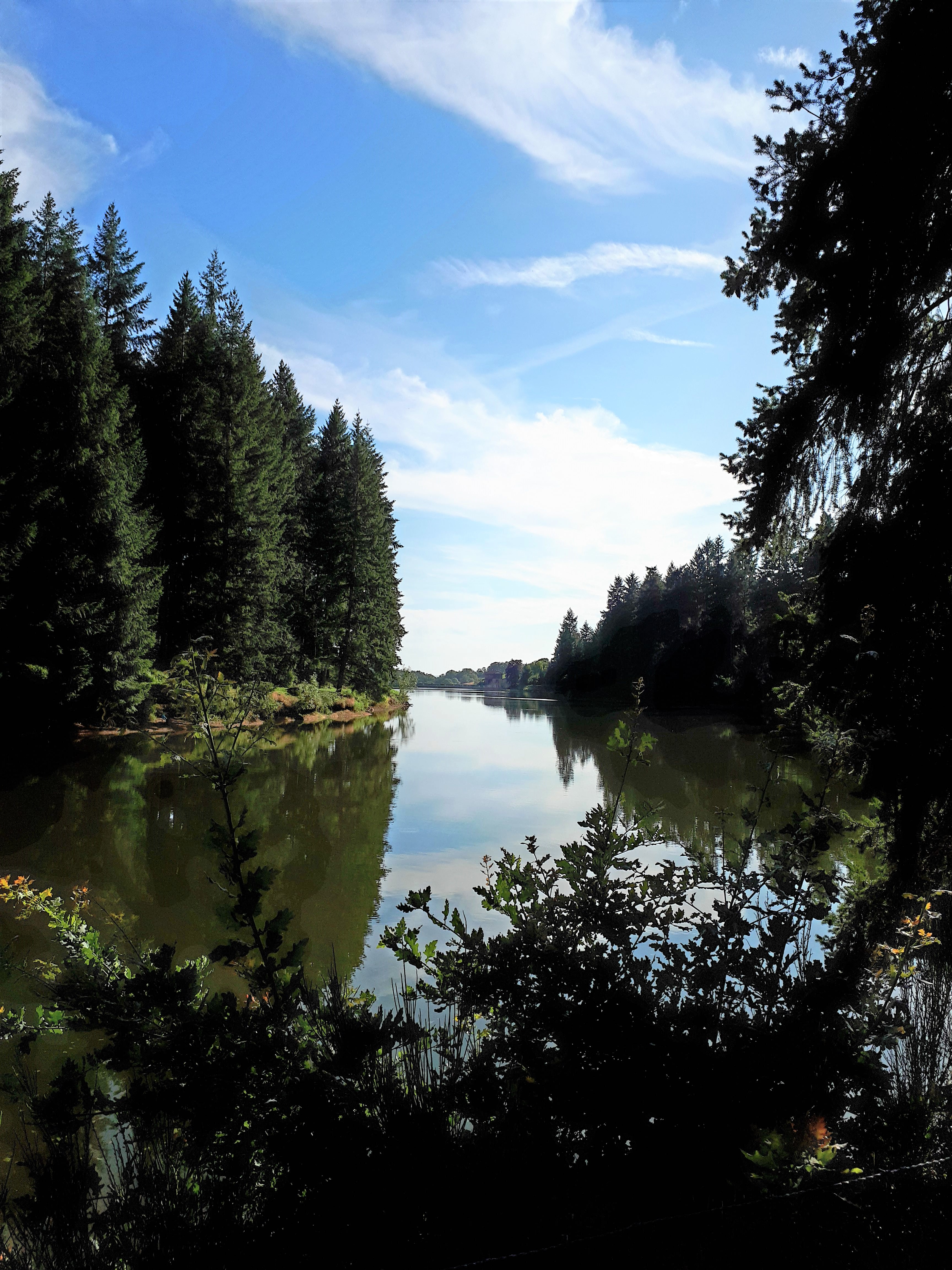
Le lac du barrage de la Gimond dans toute sa longueur.

En 1883, une colonne d'eau de source de la Gimond est construite afin d'alimenter en eau Chazelles-sur-Lyon.
Le 16 octobre 1904, une commission d'étude pour l'établissement d'un lavoir-abreuvoir sur la commune de Grézieu-le-Marché est nommée. Le choix de l'emplacement est adopté le 10 novembre 1907 et les plans des devis approuvés le 2 décembre 1909.
À la suite d'un accord difficile entre les deux communes (Chazelles-sur-Lyon et Grézieu-le-Marché) à propos de la construction du barrage de la Gimond, la commune de Chazelles-sur-Lyon s'engage à payer la construction de ce lavoir alimenté par la colonne à niveau constant servant alors à l'approvisionnement en eau de Chazelles-sur-Lyon et garantissant un débit minimum de 10 m3 par jour.
L'examen des registres des délibérations du conseil municipal montre que les relations entre les deux communes ont été plus que difficiles à cette époque, et jusqu'à la construction du barrage, qui remonte à 1932.
La municipalité décide la clôture et la couverture du lavoir le 10 septembre 1922.
Le barrage de la Gimond est rehaussé après la Seconde Guerre mondiale.
La superficie actuelle du barrage est de 4 ha 71.